# Onitis pseudoorthopus
Onitis pseudoorthopus är en skalbaggsart som beskrevs av Ferreira 1976. Onitis pseudoorthopus ingår i släktet Onitis och familjen bladhorningar. Inga underarter finns listade i Catalogue of Life.